# Родину кожній дитині
Родину кожній дитині (англ. Family for Every Child) — глобальний альянс місцевих організацій громадянського суспільства, які спільно працюють над покращенням життя вразливих дітей у всьому світі. 
Альянс має офіси в Новій Зеландії (Окленд), Великій Британії (Лондон) та США (Арлінгтон, штат Вірджинія).
Станом на серпень 2020 об'єднує 40 організацій із 36 країн світу.

## Історія
У січні 2002 в результаті злиття Європейської дитячої благодійної організації та британського Християнського дитячого фонду утворилась міжнародна благодійна організація EveryChild, що базувалася у Сполученому Королівстві, та працювала в сфері захисту прав дітей, зокрема, надання безпеки і підтримки дітям, що зростають без піклування батьків або сім'ї.  
Організація ставила на меті втілення в життя положень Конвенції про права дитини, з особливою увагою до сфер охорони здоров'я, освіти та соціального добробуту. Серед напрямків діяльності: дослідження, розробка професійних стандартів, політик і керівництв (Guidelines), створення інноваційних послуг.
В Україні EveryChild працювали протягом 2002—2010 років. З 2011 року їх колишнє представництво в Україні діє як самостійна Міжнародна благодійна організація Партнерство «Кожній дитині».
У 2014 році EveryChild співпрацював з багатьма своїми колишніми партнерами та іншими низовими організаціями, щоб створити глобальний альянс «Родину кожній дитині» 
1 жовтня 2016 року EveryChild та «Родину кожній дитині» стали однією організацією.

## Діяльність в Україні
1998 року Європейська дитяча благодійна організація відкрила в Україні своє представництво, після утворення EveryChild воно було перереєстроване як Представництво благодійної організації «Кожній дитині».
З 2000 року по 2010 рік у Представництві благодійної організації «Кожній дитині» в Україні (EveryChild, UK) працював Володимир Кузьмінський. Роботу у Представництві розпочав на посаді помічника менеджера проєктів. У 2001 став менеджером проєктів, а у січні 2002 року призначений директором Представництва. У 2010 році провів локалізацію Представництва і створення на його базі Міжнародної благодійної організації "Партнерство «Кожній дитині». З 2011 року Партнерство «Кожній дитині» діє під такою назвою як міжнародна НУО базована в Україні, підтримуючи партнерські відносини з EveryChild.